# 회색긴혀박쥐
회색긴혀박쥐(Glossophaga leachii)는 주걱박쥐과(신세계잎코박쥐류)에 속하는 박쥐의 일종이다. 코스타리카와 엘살바도르, 과테말라, 온두라스, 멕시코 그리고 니카라과에서 발견된다.

## 특징
작은 박쥐로 몸통 길이가 47~60mm이고 전완장이 35~39mm, 꼬리 길이가 4~10mm이다. 발 길이는 10~12mm이고 귀 길이는 12~15mm, 몸무게는 최대 11g이다. 등 쪽 털은 시나몬 갈색부터 올리브 갈색까지 띠고, 배 쪽은 갈색빛 노랑부터 갈색빛 회색까지 다양한 색을 띤다. 주둥이는 가늘고 길고, 작은 피침형 잎코를 갖고 있다.

## 생태
동굴과 건물, 관개 수로 안 쪽에 은신한다. 먹이는 특히 프세우도봄박스속과 나팔꽃속 꽃의 꽃꿀과 꽃가루를 먹는다.

## 분포 및 서식지
멕시코 콜리마주와 할리스코주 지역부터 과테말라와 온두라스, 엘살바도르, 니카라과를 거쳐 코스타리카 북서부 지역까지 널리 분포한다. 해발 최대 2,400m 이하의 가시 관목 숲과 탈락성 숲, 참나무 숲, 소나무 숲 그리고 때로는 상록수림과 농경지에서 서식한다.